# Барбер, Расселл
Ра́сселл У. «Расс» Ба́рбер (англ. Russell W. «Russ» Barber; 18 мая 1911, Дулут, Миннесота — 18 февраля 1996) — американский кёрлингист.
В составе мужской сборной США участник и бронзовый призёр чемпионата мира 1964. Чемпион США среди мужчин.
В основном играл на позиции второго.

## Достижения
- Чемпионат мира по кёрлингу среди мужчин: бронза (1964).
- Чемпионат США по кёрлингу среди мужчин: золото (1964).

## Команды
| Сезон   | Четвёртый | Третий     | Второй         | Первый        | Турниры               |
| ------- | --------- | ---------- | -------------- | ------------- | --------------------- |
| 1954—55 | Боб Мэги  | Берт Пэйн  | Расс Барбер    | Tyndal Palmer | [ 5 ]                 |
| 1963—64 | Боб Мэги  | Берт Пэйн  | Расселл Барбер | Бриттон Пэйн  | ЧСША 1964 · ЧМ 1964   |
| 1966—67 | Боб Мэги  | Бритт Пэйн | Mike O’Leary   | Расс Барбер   | ЧСША 1967 (??? место) |

(скипы выделены полужирным шрифтом)

## Частная жизнь
Вне кёрлинга работал инспектором-детективом (англ. inspector of detectives).